# 双龙镇 (安康市)
双龙镇，是中华人民共和国陕西省安康市汉滨区下辖的一个乡镇级行政单位。

## 行政区划
双龙镇下辖以下地区：
双龙村、杜坝村、青一村、青二村、永安村、香河村、何家寨村、龙泉湾村、桥山村、桂山村、中山村、龙山村、天宝村、新华村、谢坪村、关山村、瓦屋村、营房村、青龙村、王沟村和王坡村。